# Prianto
Prianto jest dystrybutorem z wartością dodaną (VAD) specjalizującym się w oprogramowaniu dla przedsiębiorstw.

## Działalność

### Prianto Niemcy
Spółka Prianto GmbH została założona w 2009 roku przez Williama Geensa i Olivera Rotha, a jej główna siedziba znajduje się w Monachium. Dwa pozostałe niemieckie oddziały Prianto znajdują się w Giessen i Marl. Głównym przedmiotem działalności Prianto jest sprzedaż hurtowa oprogramowania dla aplikacji korporacyjnych. Klientami Prianto są zazwyczaj odsprzedawcy oprogramowania, domy systemowe (VAR), integratorzy systemów i dostawcy usług zarządzanych (MSP); Prianto nie prowadzi działalności bezpośrednio dla klientów końcowych.
W lipcu 2019 r. zarządzanie zamówieniami Prianto GmbH zostało wydzielone do spółki zależnej Prianto Projects and Procurement Management GmbH (Prianto PPM), aby móc oferować partnerom systemowym usługi zarządzania zamówieniami poza regularnym portfolio dystrybucyjnym.
Usługi związane z analizą wymagań, planowaniem systemu, instalacją i szkoleniami są oferowane klientom Prianto przez Prianto Services GmbH od lipca 2019 roku.

### Grupa Prianto
Prianto jest również obecne w Wielkiej Brytanii, Austrii i Szwajcarii od 2011 roku, a następnie w krajach BeNeLux w 2012 roku, w Polsce w 2014 roku i we Francji w 2016 roku. Oddziały w Czechach, na Węgrzech, Słowacji i w krajach adriatyckich zostały otwarte w 2017 roku. Od 2019 r. Prianto jest również reprezentowane w Kanadzie, a od 2021 r. w USA. W tym samym roku (2021) Prianto GmbH rozszerzyła również swoją działalność na Turcję. W 2022 r. Prianto weszło do regionu skandynawskiego i otworzyło lokalizację w Szwecji, która obejmie Danię, Finlandię, Norwegię i Szwecję pod nazwą „Prianto Nordics”. Od 2024 r. Prianto GmbH posiada również oddział w Republice Południowej Afryki.

### Prianto PPM
Od lipca 2019 r. Prianto Projects and Procurement Management GmbH (Prianto PPM) dostarcza domom systemowym oprogramowanie, które nie jest dostępne w portfolio dystrybucyjnym. Oferta usług Prianto PPM jest obsługiwana centralnie w Europie z Niemiec.

### Prianto Services
Prianto Services GmbH została założona jako kolejna spółka zależna świadcząca różne usługi wsparcia odsprzedawców w związku ze złożonymi produktami oprogramowania. Oferuje usługi związane z analizą wymagań, planowaniem systemu, instalacją i szkoleniami. W tym celu Prianto Services GmbH polega na zespole specjalistów, którzy wspierają swoich klientów systemowych w projektowaniu infrastruktury oraz wyborze, instalacji i obsłudze oprogramowania.

### Przejęcie innych dystrybutorów
W dniu 1 kwietnia 2012 r. Prianto GmbH przejęło Sinn GmbH, niemieckiego dystrybutora oprogramowania założonego w 1996 r., rozszerzając tym samym swoje portfolio, szczególnie w obszarze obliczeń serwerowych.
W 2020 roku Prianto nabyło 51% udziałów w VEMI, polskim dystrybutorze rozwiązań bezpieczeństwa IT, aby wzmocnić swoją pozycję na polskim rynku.
1 stycznia 2022 r. Grupa Prianto przejęła również spółkę ISPD, która wcześniej miała siedzibę w Poing.